# Breel Embolo
Breel Donald Embolo, född 14 februari 1997 i Yaoundé, Kamerun, är en schweizisk fotbollsspelare som spelar för AS Monaco. Han representerar även Schweiz landslag.

## Karriär
Den 28 juni 2019 värvades Embolo av Borussia Mönchengladbach, där han skrev på ett fyraårskontrakt.
Den 15 juli 2022 värvades Embolo av AS Monaco, där han skrev på ett fyraårskontrakt.